# Diagnosi funzionale
La diagnosi funzionale è un particolare atto previsto dalle leggi della Repubblica Italiana, di carattere diagnostico e relativo alla disabilità di un alunno.

## Prescrizioni normative
L'art. 1 del DPR 24 febbraio 1994 sancisce l'obbligo per le regioni e le province autonome di assicurare, attraverso le unità sanitarie e/o socio-sanitarie locali, " l'intervento medico cognitivo sull'alunno in situazione di handicap"; in particolare, tale intervento si articola in:
- una diagnosi funzionale;
- un profilo dinamico funzionale;
- un piano educativo individualizzato (per quanto di competenza).

In seguito alle modifiche apportate dall'articolo 5 comma 3 del Decreto legislativo 66/2017, la diagnosi funzionale e il profilo dinamico funzionale sono stati riuniti in un unico documento, e cioè il Profilo di funzionamento.

## Definizione
L'articolo 3 del Decreto del Presidente della Repubblica 24 febbraio 1994 Archiviato il 3 aprile 2013 in Internet Archive. definisce la diagnosi funzionale nei seguenti termini:
(Decreto del Presidente della Repubblica 24 febbraio 1994)

## Contenuto
La diagnosi funzionale deriva dall'acquisizione di elementi clinici e psicosociali, fa riferimento all'eziologia ed esprime le conseguenze funzionali delle infermità indicando la previsione dell'evoluzione naturale.
Gli elementi psicosociali si acquisiscono tramite specifica relazione in cui siano contenuti:
- i dati anagrafici dell'alunno;
- i dati relativi alle caratteristiche del suo nucleo familiare (composizione, stato di salute dei membri, tipo di lavoro svolto, contesto ambientale, ecc.).

La diagnosi funzionale si articola necessariamente nei seguenti accertamenti:
- l'anamnesi fisiologica e patologica prossima e remota del soggetto, con particolare riferimento alla nascita (in ospedale, a casa, ecc.), nonché alle fasi dello sviluppo neuro-psicologico da zero a sedici anni ed inoltre alle vaccinazioni, alle malattie riferite e/o repertate, agli eventuali periodi di ospedalizzazione, agli eventuali programmi terapeutici in atto, agli eventuali interventi chirurgici, alle eventuali precedenti esperienze riabilitative;
- la diagnosi clinica, redatta dal medico specialista nella patologia segnalata (rispettivamente neuropsichiatra infantile, otorinolaringoiatra, oculista, ecc.): la stessa fa riferimento all'eziologia ed esprime le conseguenze funzionali dell'infermità indicando la previsione dell'evoluzione naturale.[3]

La diagnosi funzionale non è tesa tanto a certificare una disabilità, quanto piuttosto a rintracciare e registrare le potenzialità dell'alunno e, inoltre, è "finalizzata al recupero del soggetto portatore di handicap". Concorrono ampiamente a delineare la diagnosi funzionale l'insieme delle indicazioni relative alle “potenzialità registrabili in ordine ai seguenti aspetti”:
- cognitivo (livello di sviluppo raggiunto e capacità di integrazione delle competenze);
- affettivo-relazionale (livello di autostima e rapporto con gli altri);
- linguistico (comprensione, produzione e linguaggi alternativi);
- sensoriale (tipo e grado di deficit con particolare riferimento alla vista, all'udito e al tatto);
- motorio-prassico (motricità globale e fine);
- neuropsicologico (memoria, attenzione e organizzazione spazio-temporale);
- autonomia personale e sociale.

Dario Ianes e Fabio Celi nella guida per la definizione del Piano Educativo Individualizzato hanno modificato lo schema organizzativo dei contenuti, rispetto alle aree di interesse. L’area “affettivo-relazionale”  è divenuta la quarta parte della diagnosi funzionale, rendendola così più importante; I punti “cognitivo” e “neuropsicologico” sono stati accorpati e si è dato spazio agli aspetti meta cognitivi e di controllo superiore dei processi e delle attività mentali, trascurati nell’Atto di indirizzo; le “autonomie” sono state divise in due voci, quelle personali e quelle sociali. Gli aspetti “sensoriale” e “motorio-prassico” sono stati fusi in un unico punto quello della motricità e percezione e sono stati introdotti due punti di particolare rilevanza (solo accennate  nell’area “affettivo-relazionale” nello schema ministeriale) le abilità interpersonali/sociali e il gioco e le abilità espressive.  Le aree generali di interesse risultano dunque le seguenti:
1 Abilità cognitive
2 Abilità meta cognitive, stili cognitivi e di apprendimento
3 Abilità di comunicazione e linguaggi
4 Abilità interpersonali/sociali
5 Autonomia personale
6 Autonomia sociale
7 Motricità e percezione
8 Gioco e abilità espressive
Abilità cognitive: In quest’area deve essere valutato il funzionamento intellettivo dell’alunno esaminato attraverso il suo modo abituale di operare nelle principali funzioni cognitive o processi mentali cioè quelle abilità mentali che rendono possibile l’apprendimento.
La prima di queste è l’ attenzione valutabile in base a tre caratteristiche, quella della selettività (quanto l’alunno è in grado di opporsi a stimoli irrilevanti che lo distraggono dal compito) della capacità attentiva (ossia la capacità di elaborare contemporaneamente stimoli diversi o vari aspetti di una situazione stimolo complessa) e la durata (il tempo in cui l’alunno è in grado di mantenere l’attenzione).
La seconda abilità cognitiva è la memoria che deve tener conto della distinzione tra memoria a breve termine (MBT) e memoria a lungo termine (MLT).
Altri due processi importanti per l’apprendimento sono la discriminazione (saper rilevare differenze tra situazioni stimolo diverse e generare risposte diverse) e la generalizzazione (saper estendere una strategia di risposta a più situazioni diverse).
Tra le abilità cognitive si può introdurre anche quella di problem solving (risolvere problemi) e planning (programmare ed eseguire sequenze di azioni).
Abilità metacognitive, stili cognitivi e di apprendimento:  l’indagine in questa area cerca di comprendere cosa l’alunno sa del funzionamento dei processi mentali (come si ricorda, si impara, si sta attenti…), quanta consapevolezza ha dei suoi processi mentali e delle proprie strategie, cosa fa attivamente per dirigere il proprio.
Abilità di comunicazione e linguaggi: Per valutare tale abilità occorre fare riferimento a diversi aspetti, in primo luogo all’intento comunicativo ossia alla volontà da parte dell’alunno di entrate in comunicazione con gli altri, poi alla padronanza dei mezzi ossia dei livelli fonologico, morfologico, sintattico e delle conoscenze a livello semantico. Inoltre è importante che l’alunno possieda le funzioni pragmatiche della comunicazione ossia tutti quei contesti in cui la cstessa viene utilizzata per chiedere aiuto, esprimere un parere, dare informazioni ecc.
Abilità interpersonali/sociali: Tutte quelle abilità che rendono adeguate e positive  le interazioni con gli altri quando cioè consentono all’alunno di perseguire e raggiungere i propri obiettivi senza però ostacolare quelli altrui. Vi sono una serie di contenuti, forme e livelli di interazioni che vanno dal semplice saluto alla gestione delle proprie emozioni in situazioni stressanti.
Autonomia personale:  Si valutano principalmente  le autonomie  acquisite nel controllo sfinterico, nell’alimentazione, nell’igiene personale, nello svestirsi e vestirsi e nella generalizzazione delle varie abilità.
Motricità e percezione: Dopo aver distinto le abilità in fino-motorie e grosso-motorie se ne valutano alcune caratteristiche quali la topografia del movimento (la forma, come si manifesta in termini di accuratezza), l’intensità (ossia l’intensità di forza messa per un determinato movimento) e la durata dello sforzo (quanta resistenza ha in una determinata postura o movimento).
Gioco e abilità espressive: Informazioni importanti si hanno nell’osservazione del gioco nelle attività manipolatorie, esploratorie e costruttive, nonché le abilità raggiunte nei giochi sociali e quelle raggiunte nelle capacità di occuparsi di hobby o praticare sport.

## Persone coinvolte
Alla diagnosi funzionale provvede l'unità multidisciplinare composta da:
- medico specialista nella patologia segnalata, dallo specialista in neuropsichiatria infantile;
- terapista della riabilitazione;
- operatori sociali in servizio presso la unità sanitaria locale o in regime di convenzione con la medesima.

Secondo l'attuale normativa la diagnosi funzionale è un compito riservato agli operatori sanitari. Ciò rappresenta un passo indietro rispetto alla C.M. 250/85, dove si stabiliva che tale documentazione dovesse essere elaborata, ognuno per la parte di competenza, dagli operatori dell'ASL, degli enti locali e della scuola, con la collaborazione dei genitori.
Secondo Dario Ianes la Diagnosi funzionale, così come presentata nell'art. 3 del DPR 24 febbraio 1994, “risente ancora di un'impostazione prevalentemente clinico-medica”  e sarebbe, pertanto “molto spesso scarsamente legata alle necessità degli insegnanti impegnati nell'integrazione scolastica degli alunni in situazione di handicap”.

### Riferimenti normativi
- Legge 5 febbraio 1992, n. 104 - Legge-quadro per l'assistenza, l'integrazione sociale e i diritti delle persone handicappate.
- Decreto del Presidente della Repubblica 24 febbraio 1994 - Atto di indirizzo e coordinamento relativo ai compiti delle unità sanitarie locali in materia di alunni portatori di handicap
- Decreto legislativo 16 aprile 1994, n. 297 - Approvazione del testo unico delle disposizioni legislative vigenti in materia di istruzione, relative alle scuole di ogni ordine e grado.
- Decreto Legistativo del 13 aprile 2017 n.66 - Norme per la promozione dell'inclusione scolastica degli studenti con disabilità, a norma dell'articolo 1, commi 180 e  181, lettera c), della legge 13 luglio 2015, n. 107., così come modificato dal Decreto Legislativo n.n.96 del 7 agosto 2019.